# Sadiria
Sadiria es un género de  arbustos pertenecientes a la antigua familia  Myrsinaceae, ahora subfamilia Myrsinoideae. Comprende 6 especies descritas y de estas, solo 3 aceptadas.

## Taxonomía
El género fue descrito por Carl Christian Mez y publicado en Das Pflanzenreich 236(Heft 9): 181. 1902. La especie tipo no ha sido designada.

## Especies aceptadas
A continuación se brinda un listado de las especies del género Sadiria aceptadas hasta noviembre de 2013, ordenadas alfabéticamente. Para cada una se indica el nombre binomial seguido del autor, abreviado según las convenciones y usos.
- Sadiria erecta (C.B. Clarke) Mez
- Sadiria eugeniifolia (Wall. ex A. DC.) Mez
- Sadiria griffithii (C.B. Clarke) Mez